# Totoro (fictief monster)
Totoro is een groot vriendelijk monster gecreëerd door studio Ghibli (een Japanse animatiestudio). In Japan is Totoro een obake, hetgeen het best als monster vertaald wordt. Obake heeft echter niet de kwaadaardige bijbetekenis die het woord monster in het Nederlands heeft (behalve het koekjesmonster). Kinderen zijn dan ook niet bang voor totoro's.
Totoro speelt een ocarina, kan vliegen op een soort tol, en heeft de magische gave om planten te laten groeien. De kleine witte totoro kan onzichtbaar worden.
Totoro is een van studio Ghibli's bekendste tekenfiguren, en hij komt ook voor in het logo van studio Ghibli. Ook is Totoro een belangrijk marketingproduct voor de studio en in Japan zijn Totoro-knuffels, -speeltjes en bandjes voor mobiele telefoons dan ook bij de meeste warenhuizen te krijgen.
Totoro is het titelpersonage uit de film My Neighbor Totoro (Japans: となりのトトロ / tonari no totoro) dat door Studio Ghibli in 1988 werd uitgebracht. De film werd geregisseerd door Hayao Miyazaki en is geschikt voor kinderen.

## De naam Totoro
Totoro is in principe de naam van het grote monster uit de film, maar er zijn ook nog twee kleinere totoro's te zien in de film: een kleine blauwe (Chu Totoro), en een nog veel kleinere witte (Chibi Totoro). Deze laatste ziet men in de film onzichtbaar worden als hij door Mei achterna gezeten wordt.
Als Mei later de grote totoro ontdekt is zij het ook die uit het gebrul van dit grote monster de naam "Totoro" meent op te maken.

## Totoro's in het Ghibli Museum
In het Ghibli museum zijn totoro's prominent aanwezig. Bij de ingang staat achter glas een levensgrote Totoro-pop. Verder kan men in een stroboscopische draaimolen in de kamer links van de ingang de drie totoro's zien bewegen.
In de ontwerpkamer kan men zien hoe de grote totoro er onder zijn haar uit zou moeten zien. Hij heeft onder zijn haar een duidelijk herkenbaar hoofd, benen en armen. Ook ziet men verschillende tekeningen uit de ontwerpfase van de film en zijn totoro's te zien in de glas-in-loodramen van het museum.